# کنت استوارت کول
کنت استوارت کول (انگلیسی: Kenneth Stewart Cole؛ زاده ۱۰ ژوئیه ۱۹۰۰ درگذشته) فیزیک‌دان اهل ایالات متحده آمریکا بود.